# Парус (модуль)
БМ-7 «Парус» — український дистанційно керований бойовий модуль, що встановлюється на легких бойових броньованих машинах (БТР, БМП тощо). «Парус» за характеристиками схожий на «Штурм», основна конструктивна відмінність полягає в тому, що «Парус» не займає місця всередині корпусу базової машини.

## Характеристики
Призначений для ураження з місця і на ходу на швидкостях до 10 км/год живої сили, нерухомих і рухомих броньованих об'єктів, вогневих точок, а також малошвидкісних повітряних цілей, що низько летять. Завдяки дистанційному керуванню і винесеному боєкомплекту забезпечується підвищена захищеність екіпажу.
У модулі встановлена 30-мм гармата ЗТМ-1, 30-мм автоматичний гранатомет, 7,62-мм кулемет КТ-7,62 та комплекс керованого озброєння «Бар'єр» з двома ракетами. За керування вогнем відповідає СКВ «Трек-М». Кути вертикального наведення від −13° до +45°.
В жовтні 2017 року на виставці «Зброя та Безпека 2017» був представлений варіант бронетранспортера БТР-4 БТР-4МВ1 з бойовим модулем «Парус», який отримав нове прицільне пристосування ОЕП-ВН виробництва ДП «Ізюмський приладобудівний завод» з потужним тепловізором, лазерним далекоміром, та цифровою системою управління вогнем. Новий тепловізійний модуль дає можливість виявляти цілі на відстані до 5 км. Була зменшена вага прицілу майже вдвічі — до 17 кг.

## Галерея

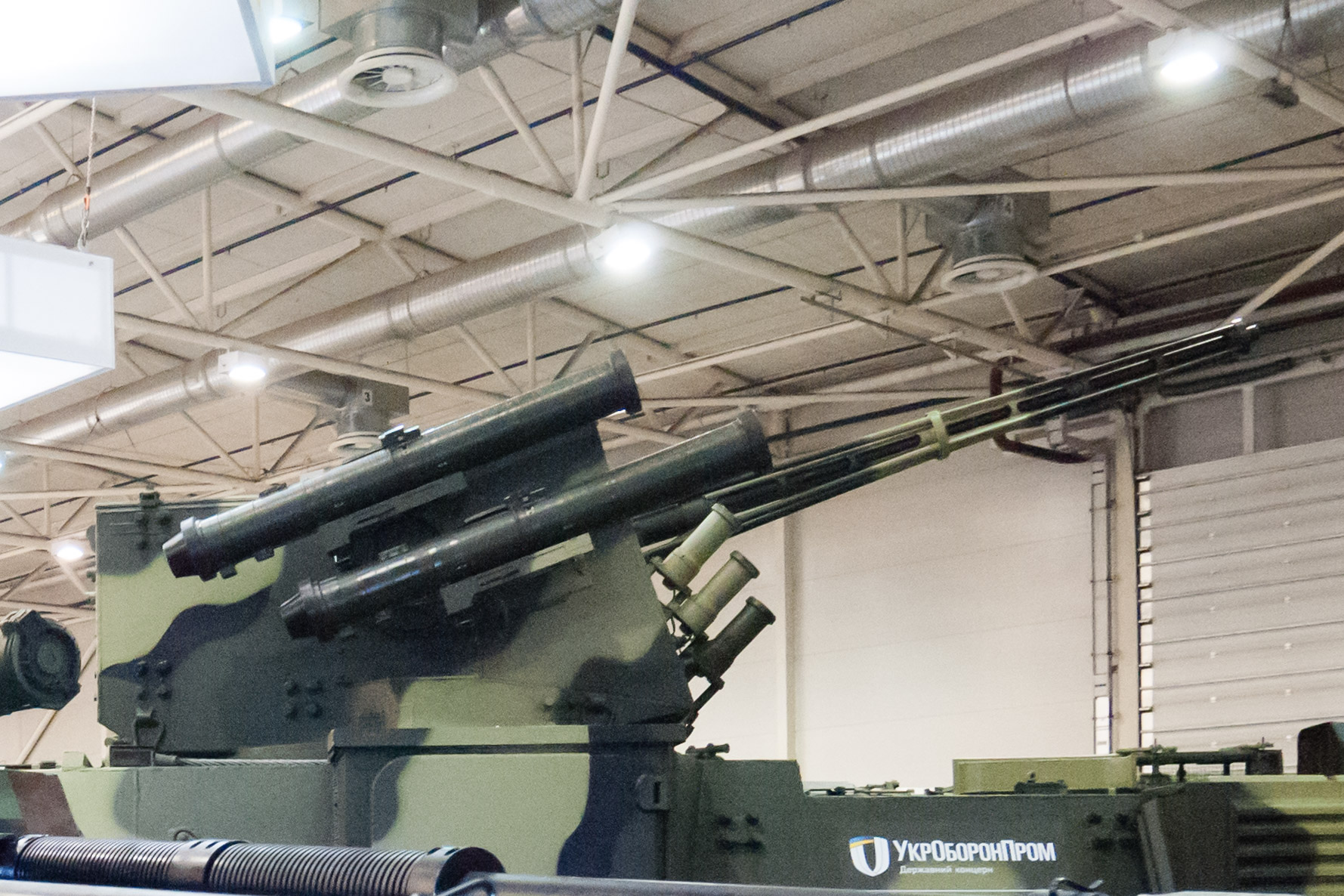
Вид збоку
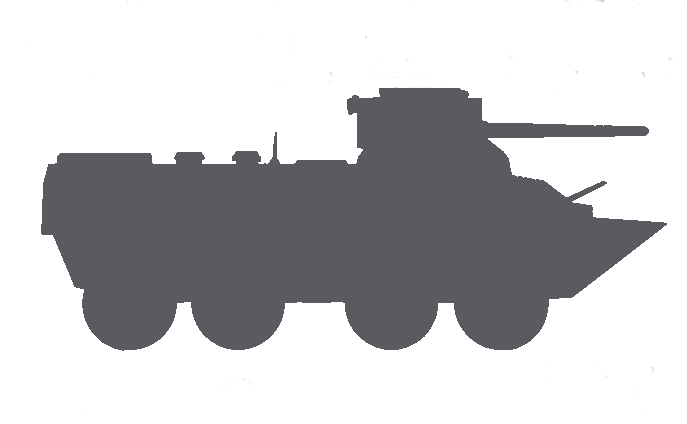
БТР-3 з бойовим модулем «Парус»
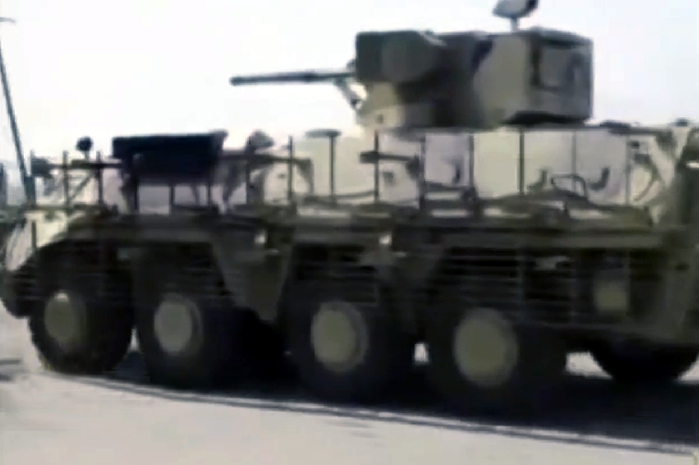
БТР-4 з модулем «Парус» на сході України, в зоні проведення бойових дій (АТО, 2014-2015 рр.)
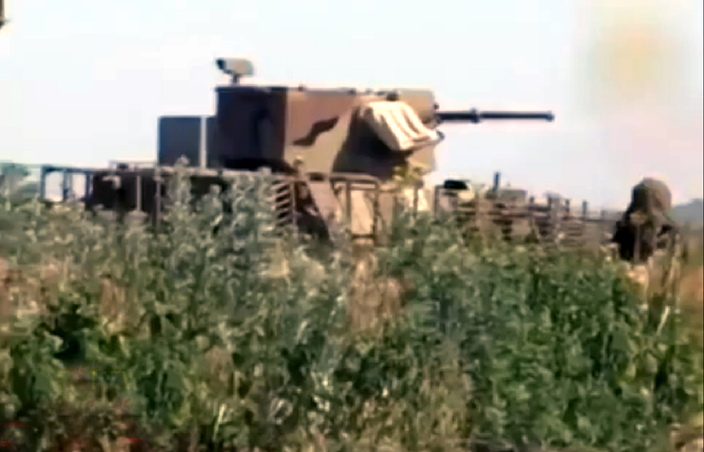
Експортний БТР-4 з модулем «Парус» на сході України (2014 рік)
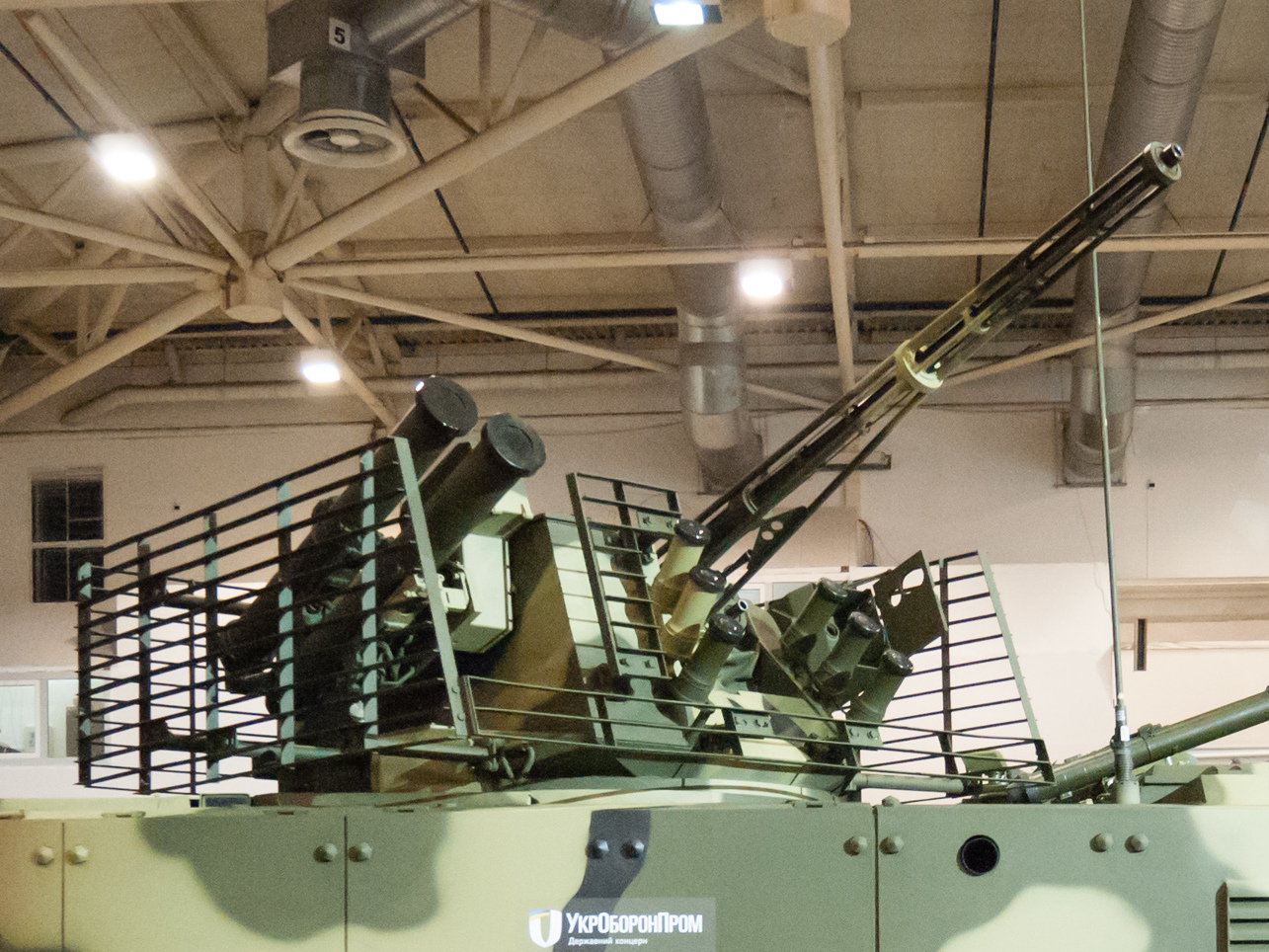
Модернізований бойовий модуль з новим прицільним приладом на БТР-4МВ1
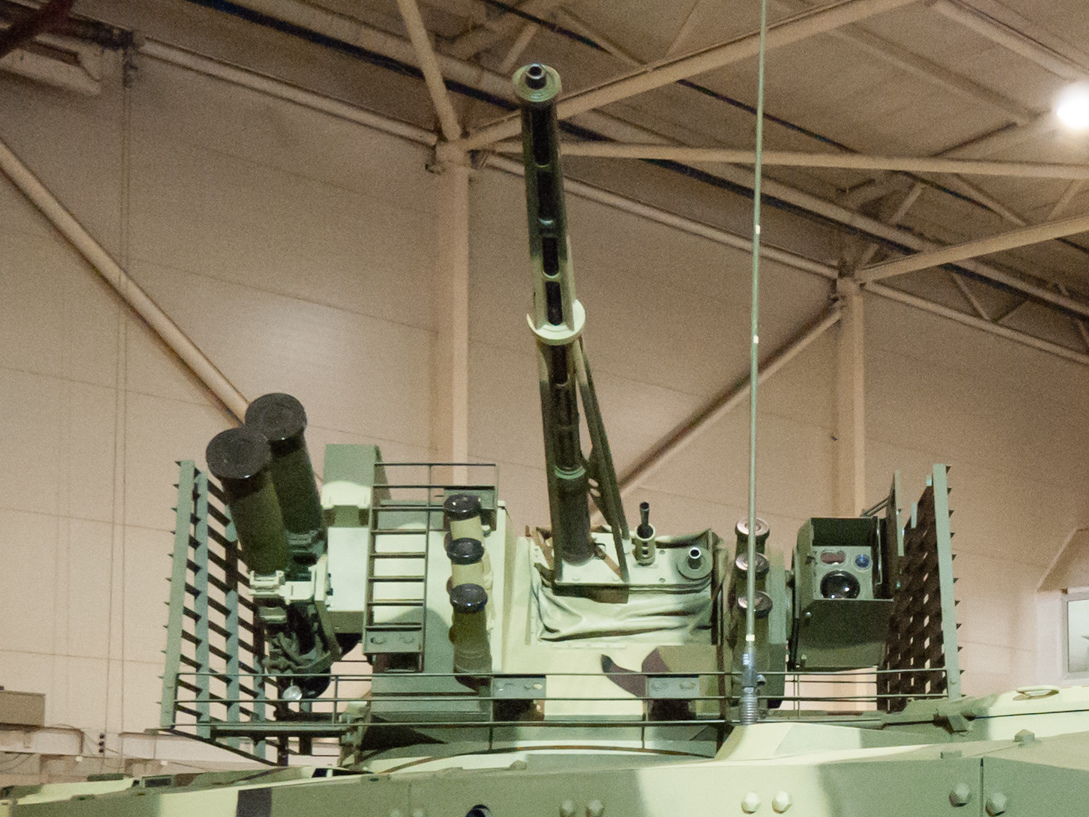
Модернізований бойовий модуль

## Матеріали
- «Бронетранспортер БТР-4 "Ладья" с боевым модулем "Парус"»[4] // btvt
- «Боевой модуль БМ-7 "Парус"»[5] // armoredgun.org